# Premi BAFTA 1984
I premi della 37ª edizione dei British Academy Film Awards furono conferiti il 25 marzo 1984 dalla British Academy of Film and Television Arts alle migliori produzioni cinematografiche del 1983.

## Vincitori e candidati

### Miglior film
- Rita, Rita, Rita (Educating Rita), regia di Lewis Gilbert
- Calore e polvere (Heat and Dust), regia di James Ivory
- Local Hero, regia di Bill Forsyth
- Tootsie, regia di Sydney Pollack

### Miglior film non in lingua inglese
- Danton, regia di Andrzej Wajda • Francia /Polonia
- Fanny e Alexander (Fanny och Alexander), regia di Ingmar Bergman • Svezia
- Finalmente domenica! (Vivement dimanche!), regia di François Truffaut • Francia
- La traviata, regia di Franco Zeffirelli • Italia

### Miglior regista
- Bill Forsyth – Local Hero
- James Ivory – Calore e polvere (Heat and Dust)
- Sydney Pollack  – Tootsie
- Martin Scorsese – Re per una notte (The King of Comedy)

### Miglior attore protagonista
- Michael Caine – Rita, Rita, Rita (Educating Rita)
- Dustin Hoffman  – Tootsie
- Michael Caine – Il console onorario (The Honorary Consul)
- Robert De Niro – Re per una notte (The King of Comedy)

### Migliore attrice protagonista
- Julie Walters – Rita, Rita, Rita (Educating Rita)
- Jessica Lange – Tootsie
- Phyllis Logan – Another Time, Another Place - Una storia d'amore (Another Time, Another Place)
- Meryl Streep – La scelta di Sophie (Sophie's Choice)

### Migliore attore non protagonista
- Denholm Elliott – Una poltrona per due (Trading Places)
- Bob Hoskins – Il console onorario (The Honorary Consul)
- Burt Lancaster – Local Hero
- Jerry Lewis – Re per una notte (The King of Comedy)

### Migliore attrice non protagonista
- Jamie Lee Curtis – Una poltrona per due (Trading Places)
- Teri Garr – Tootsie
- Rosemary Harris – L'ambizione di James Penfield (The Ploughman's Lunch)
- Maureen Lipman – Rita, Rita, Rita (Educating Rita)

### Migliore attore o attrice debuttante
- Phyllis Logan – Another Time, Another Place - Una storia d'amore (Another Time, Another Place)
- Kevin Kline – La scelta di Sophie (Sophie's Choice)
- Greta Scacchi – Calore e polvere (Heat and Dust)
- Julie Walters – Rita, Rita, Rita (Educating Rita)

### Migliore sceneggiatura originale
- Paul D. Zimmerman – Re per una notte (The King of Comedy)
- Woody Allen – Zelig
- Bill Forsyth – Local Hero
- Timothy Harris, Herschel Weingrod  – Una poltrona per due (Trading Places)

### Migliore sceneggiatura non originale
- Ruth Prawer Jhabvala – Calore e polvere (Heat and Dust)
- Larry Gelbart, Murray Schisgal – Tootsie
- Harold Pinter – Tradimenti (Betrayal)
- Willy Russell – Rita, Rita, Rita (Educating Rita)

### Migliore fotografia
- Sven Nykvist – Fanny e Alexander (Fanny och Alexander)
- Walter Lassally – Calore e polvere (Heat and Dust)
- Chris Menges – Local Hero
- Gordon Willis – Zelig

### Migliore scenografia
- Franco Zeffirelli, Gianni Quaranta – La traviata
- Angelo P. Graham – Wargames - Giochi di guerra (WarGames)
- Norman Reynolds – Il ritorno dello Jedi (Return of the Jedi / Star Wars: Episode VI - Return of the Jedi)
- Wilfred Shingleton – Calore e polvere (Heat and Dust)

### Migliore colonna sonora
- Ryūichi Sakamoto – Furyo (Merry Christmas Mr. Lawrence)
- Mark Knopfler – Local Hero
- Giorgio Moroder – Flashdance
- Jack Nitzsche – Ufficiale e gentiluomo (An Officer and a Gentleman)

### Migliore canzone originale
- Up Where We Belong (Jack Nitzsche, Buffy Sainte-Marie, Will Jennings) – Ufficiale e gentiluomo (An Officer and a Gentleman)
- Every Sperm Is Sacred (André Jacquemin, Dave Howman, Michael Palin, Terry Jones) – Monty Python - Il senso della vita (Monty Python's The Meaning of Life)
- Tootsie (Dave Grusin, Alan Bergman, Marilyn Bergman) – Tootsie
- What a Feeling (Giorgio Moroder, Keith Forsey, Irene Cara) – Flashdance

### Miglior montaggio
- Bud S. Smith, Walt Mulconery – Flashdance
- Michael Bradsell – Local Hero
- Susan E. Morse – Zelig
- Thelma Schoonmaker – Re per una notte (The King of Comedy)

### Migliori costumi
- Piero Tosi – La traviata
- Barbara Lane – Calore e polvere (Heat and Dust)
- Ruth Morley – Tootsie
- Marik Vos-Lundh – Fanny e Alexander (Fanny och Alexander)

### Miglior trucco
- Dorothy J. Pearl, George Masters, C. Romania Ford, Allen Weisinger – Tootsie
- Gordon Kay – Calore e polvere (Heat and Dust)
- Phil Tippett, Stuart Freeborn – Il ritorno dello Jedi (Return of the Jedi / Star Wars: Episode VI - Return of the Jedi)
- Fern Buchner, John Caglione Jr. – Zelig

### Miglior sonoro
- Willie D. Burton, Michael J. Kohut, William L. Manger – Wargames - Giochi di guerra (WarGames)
- James E. Webb, Robert Knudson, Robert Glass, Don Digirolamo – Flashdance
- Ben Burtt, Tony Dawe, Gary Summers – Il ritorno dello Jedi (Return of the Jedi / Star Wars: Episode VI - Return of the Jedi)
- Cesare D'Amico, Jean-Louis Ducarme, Claude Villand, Federico Savina – La traviata

### Migliori effetti speciali visivi
- Richard Edlund, Dennis Muren, Ken Ralston, Kit West – Il ritorno dello Jedi (Return of the Jedi / Star Wars: Episode VI - Return of the Jedi)
- Roy Field, Brian Smithies, Ian Wingrove – Dark Crystal
- Michael L. Fink, Joe Digaetano, Jack Cooperman, Don Hansard, Colin Cantwell, William Fraker – Wargames - Giochi di guerra (WarGames)
- Gordon Willis, Joel Hynek, Stuart Robertson, Richard Greenberg – Zelig

### Miglior cortometraggio
- Goodie-Two-Shoes, regia di Ian Emes
- The Crimson Permanent Assurance, regia di Terry Gilliam
- John Love, regia di John Davis
- Keep Off the Grass, regia di Paul Weiland

### Miglior cortometraggio di animazione
- Henry's Cat, regia di Bob Godfrey